# Pawieł Znawiec
Pawieł Kiryławicz Znawiec (biał. Павел Кірылавіч Знавец, ros. Павел Кирыллович Знавец, Pawieł Kiryłłowicz Znawiec; ur. 14 lipca 1967 w Małyszowie Wielkim) – białoruski polityk socjaldemokratyczny związany z opozycją sprzeciwiającą się władzy Alaksandra Łukaszenki; deputowany do Rady Najwyższej Republiki Białorusi XIII kadencji; członek Białoruskiej Socjaldemokratycznej Hramady.

## Życiorys

### Młodość i praca
Urodził się 14 lipca 1967 roku we wsi Małyszów Wielki, w rejonie stolińskim obwodu brzeskiego Białoruskiej SRR, ZSRR. W 1993 roku ukończył studia na Wydziale Prawa Białoruskiego Uniwersytetu Państwowego. W roku 1985 i w roku 1988 pracował jako elektromonter w zjednoczeniu produkcyjnym „Minskstrojmatieriały”, a następnie w latach 1993–1996, jako wykładowca prawa międzynarodowego na Wydziale Prawa i Wydziale Stosunków Międzynarodowych Białoruskiego Uniwersytetu Państwowego. Wchodzi w skład Białoruskiej Socjaldemokratycznej Hramady. W latach 1995–1996 pełnił w partii funkcję wiceprzewodniczącego ds. wyborów. W latach 1996–1998 był przewodniczącym Zrzeszenia Białoruskiej Socjaldemokratycznej Młodzieży „Maładaja Hramada”. Od 1997 roku był członkiem Komitetu Centralnego Białoruskiej Socjaldemokratycznej Partii, stał też na czele Komisji ds. Młodzieży.

### Działalność parlamentarna i późniejsza
W drugiej turze wyborów parlamentarnych 28 maja 1995 roku został wybrany na deputowanego do Rady Najwyższej Republiki Białorusi XIII kadencji z Dawidgródeckiego Okręgu Wyborczego Nr 37. 9 stycznia 1996 roku został zaprzysiężony na deputowanego. Od 23 stycznia pełnił w Radzie Najwyższej funkcję członka Stałej Komisji ds. Międzynarodowych. Wchodził w niej w skład frakcji socjaldemokratycznej. Był członkiem Komisji ds. Międzynarodowych i Specjalnej Komisji ds. Zbadania Działalności A. Łukaszenki na Stanowisku Prezydenta Republiki Białorusi. 27 listopada 1996 roku, po dokonanej przez prezydenta Alaksandra Łukaszenkę kontrowersyjnej i częściowo nieuznanej międzynarodowo zmianie konstytucji, nie wszedł w skład utworzonej przez niego Izby Reprezentantów Zgromadzenia Narodowego Republiki Białorusi I kadencji. Zgodnie z Konstytucją Białorusi z 1994 roku jego mandat deputowanego do Rady Najwyższej zakończył się 9 stycznia 2000 roku; kolejne wybory do tego organu jednak nigdy się nie odbyły.
W 1997 roku został pozbawiony możliwości ubiegania się o stopień naukowy. Wielokrotnie był aresztowany i pobity przez funkcjonariuszy służb specjalnych podczas udziału w wiecach i demonstracjach opozycji, ponad dziesięciokrotnie karany administracyjnie. Zdaniem autorów książki „Kto jest kim w Białorusi” represje miały przyczyny polityczne. W czasie kampanii wyborczej przed wyborami prezydenckimi w 2010 roku wspierał kandydaturę Jarosława Romańczuka. Odznaczył się m.in. zebraniem rekordowo dużej ilości podpisów poparcia dla tego kandydata.

## Życie prywatne
Pawieł Znawiec jest prawosławny, ma żonę. W 1995 roku mieszkał w Mińsku.

## Prace
- Mieżdunarodno-prawowyje pricypy diemokratii i praw czełowieka i ich otrażenije w Konstitucyi Riespubliki Biełaruś, Mińsk, 1994;
- Istorija sozdanija i razwitija dipłomaticzeskich i konsulskich priedstawitielstw Riepubliki Biełaruś, Mińsk, 1995;
- Osnownyje mieżdunarodno-prawowyje princypy, zakriesplennyje w Zakluczitelnom Aktie Kopiengagienskogo sowieszczanija OBSE 1990 g. i miechanizm ich riealizacyi, Mińsk, 1996;

Pawieł Znawiec jest także autorem typowego programu nauczania prawa międzynarodowego w białoruskich specjalistycznych szkołach średnich i programu wykładu monograficznego „Prawo dyplomatyczne i konsularne” w Białoruskim Uniwersytecie Państwowym.